# Maupiti
Pour les articles homonymes, voir Maupiti (homonymie).
Maupiti/Maupiki ou Maurua est une des îles Sous-le-Vent dans l'archipel de la Société en Polynésie française. Elle forme, avec trois atolls, la commune de Maupiti dont elle est le chef-lieu. L'île regroupe en 2012 1 234 habitants.

## Géographie

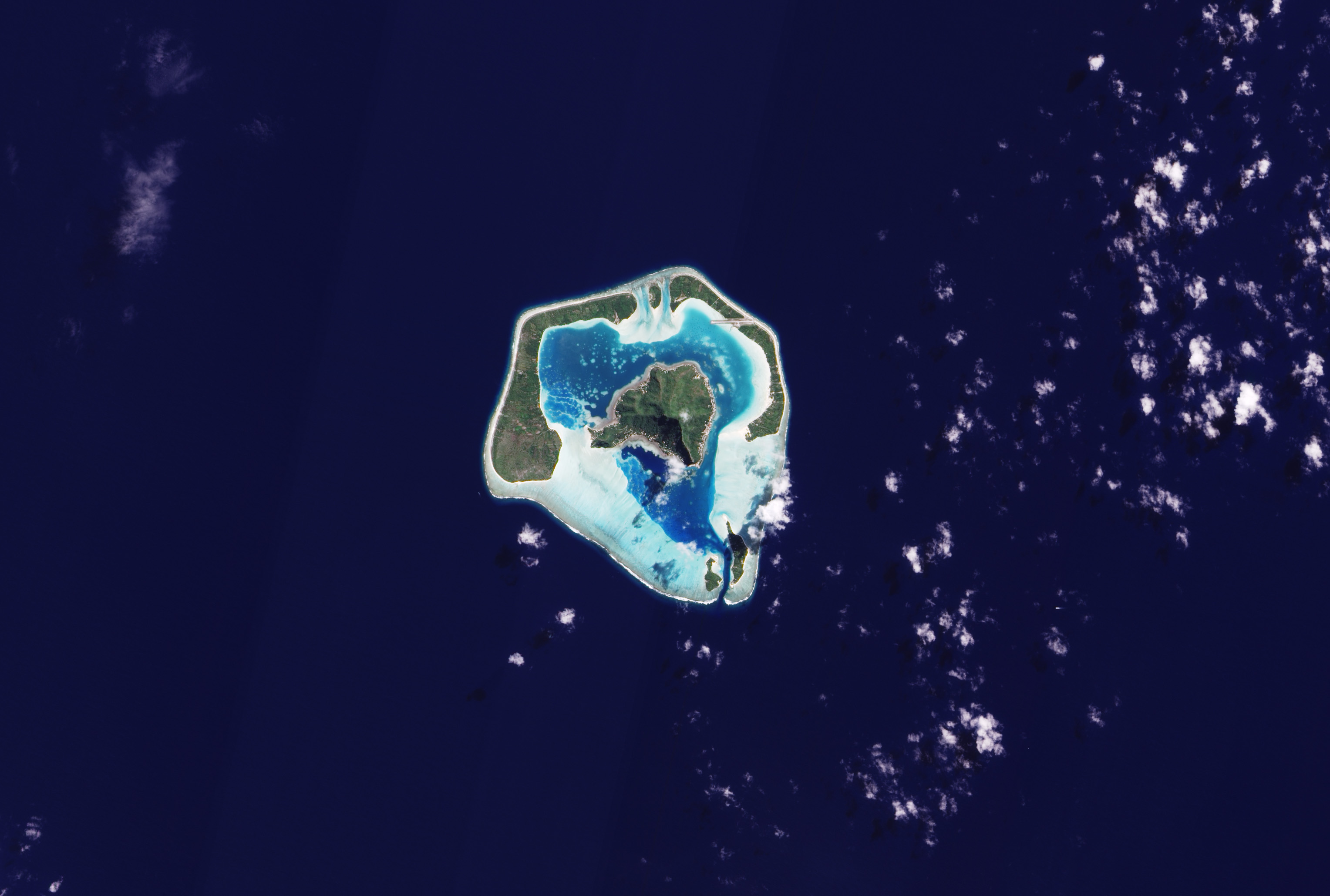
Vue satellite de Maupiti (NASA).

Maupiti se situe à 51 km à l'ouest de Bora-Bora. Elle se compose d'une île centrale située dans un atoll avec plusieurs motu. C'est l'une des dernières îles hautes de l'archipel de la Société restées intactes. 

## Histoire
En 1997, l'île est frappée par le cyclone Osea (en).

## Économie
L'économie de l'île est fortement basée sur le tourisme, notamment grâce à la présence de son aérodrome qui permet un important trafic annuel (environ 20 000 passagers), principalement depuis Tahiti-Faaa et Bora-Bora, qui doit augmenter dans les années à venir avec les travaux sur la nouvelle aérogare entrepris en 2021.

## Éducation et santé
Maupiti accueille une école primaire, totalement rénovée de 2017 à 2021, et depuis 2021 possède un centre de santé construit face au lagon. L'île accueille aussi une annexe du Lycée d'Uturoa, le GOD de Maupiti où l'on pourra trouver une classe de sixième et une classe de cinquième.

## Culture et patrimoine
Le jeu vidéo Maupiti Island (1990) et l'île fictive sur laquelle se déroule l'action tirent leur nom de Maupiti.

## Personnalités liées à l'île
- Le sénateur Richard Tuheiava est originaire de l'île.